# Die Kirche bleibt im Dorf (Fernsehserie)
Die Kirche bleibt im Dorf ist eine deutsche Fernsehserie aus dem Jahr 2013 und erzählt die Vorgeschichte des gleichnamigen Kinofilms aus dem Jahr zuvor. Regie führen Ulrike Grote, die auch für das Drehbuch der schwäbischen Mundartkomödie verantwortlich ist, und Rolf Schübel. Die Erstausstrahlung der Fernsehserie begann am 15. April 2013 im SWR Fernsehen.
Die zweite Staffel startete am 8. Dezember 2014, die dritte Staffel am 19. Oktober 2015.
Die erste Staffel umfasst 12 Folgen, die folgenden 3 Staffeln jeweils sechs.

## Inhalt
Die Handlung liegt einige Jahre vor der des gleichnamigen Kinofilms und erzählt die Vorgeschichte der Figuren. In der Fernsehserie geht es um die Feindschaft der beiden fiktiven Dörfer Oberrieslingen und Unterrieslingen. Die Handlung dreht sich hauptsächlich um die zwei Familien Häberle und Rossbauer, die schon seit Generationen verfeindet sind. Einziger Berührungspunkt der Menschen aus Oberrieslingen und Unterrieslingen ist eine gemeinsame Kirche. Der zugezogene norddeutsche Pfarrer Kai-Uwe Köster will die Feindschaft zwischen den beiden Dörfern beenden. Mit kriminalistischem Eifer versucht er aus den Beichten der Rossbauers und Häberles das Geflecht von Geheimnissen, Verwirrungen, Liebesgeschichten und Missverständnissen zu entwirren.

## Hintergrund
Die Dreharbeiten zur ersten Staffel fanden von Juli bis Oktober 2012 in Ludwigsburg und Umgebung statt. Produziert wurde die Fernsehserie, wie zuvor auch schon der Film, von der Fortune Cookie Filmproduction von Ulrike Grote und Ilona Schulz. Als katholische Pfarrkirche in der Fernsehserie fungierte die evangelische Georgskirche in Kleiningersheim.
Im Oktober 2013 wurde eine zweite Staffel in Auftrag gegeben. Die Dreharbeiten begannen im Februar 2014 und knüpfen inhaltlich an das offene Ende der ersten Staffel an.
Auch die dritte Staffel hatte ein offenes Ende. Im Frühsommer 2017 wurde eine abschließende vierte Staffel mit wiederum sechs Folgen gedreht. Die Ausstrahlung erfolgte in Doppelfolgen jeweils am 25. und 26. Dezember 2017 sowie am 1. Januar 2018.

## Episodenliste

### Staffel 1
| Nr. (ges.) | Nr. (St.) | Originaltitel                | Erstausstrahlung D | Drehbuch     |
| ---------- | --------- | ---------------------------- | ------------------ | ------------ |
| 1          | 1         | Ludwig                       | 15. Apr. 2013      | Ulrike Grote |
| 2          | 2         | Maria                        | 15. Apr. 2013      | Ulrike Grote |
| 3          | 3         | Karl                         | 22. Apr. 2013      | Ulrike Grote |
| 4          | 4         | Klara                        | 22. Apr. 2013      | Ulrike Grote |
| 5          | 5         | Elisabeth                    | 29. Apr. 2013      | Ulrike Grote |
| 6          | 6         | Oma Anni                     | 29. Apr. 2013      | Ulrike Grote |
| 7          | 7         | Eberle                       | 6. Mai 2013        | Ulrike Grote |
| 8          | 8         | Gottfried                    | 6. Mai 2013        | Ulrike Grote |
| 9          | 9         | Christine                    | 13. Mai 2013       | Ulrike Grote |
| 10         | 10        | Kai Uwe                      | 13. Mai 2013       | Ulrike Grote |
| 11         | 11        | Sola                         | 20. Mai 2013       | Ulrike Grote |
| 12         | 12        | Des Läba isch koin Schlotzer | 20. Mai 2013       | Ulrike Grote |

### Staffel 2
| Nr. (ges.) | Nr. (St.) | Originaltitel                     | Erstausstrahlung D | Drehbuch     |
| ---------- | --------- | --------------------------------- | ------------------ | ------------ |
| 13         | 1         | Ihr Kinderlein kommet             | 8. Dez. 2014       | Ulrike Grote |
| 14         | 2         | O du Fröhliche                    | 8. Dez. 2014       | Ulrike Grote |
| 15         | 3         | Lasst uns froh und munter sein    | 15. Dez. 2014      | Ulrike Grote |
| 16         | 4         | O Tannenbaum                      | 15. Dez. 2014      | Ulrike Grote |
| 17         | 5         | Stille Nacht                      | 22. Dez. 2014      | Ulrike Grote |
| 18         | 6         | Kling, Glöckchen, Klingelingeling | 22. Dez. 2014      | Ulrike Grote |

### Staffel 3
| Nr. (ges.) | Nr. (St.) | Originaltitel | Erstausstrahlung D | Drehbuch                  |
| ---------- | --------- | ------------- | ------------------ | ------------------------- |
| 19         | 1         | Freiheit      | 19. Okt. 2015      | Ulrike Grote, Sören Hüper |
| 20         | 2         | Geschäfte     | 19. Okt. 2015      | Ulrike Grote, Sören Hüper |
| 21         | 3         | Rausch        | 19. Okt. 2015      | Ulrike Grote, Sören Hüper |
| 22         | 4         | Erpressung    | 26. Okt. 2015      | Ulrike Grote, Sören Hüper |
| 23         | 5         | Polterabend   | 26. Okt. 2015      | Ulrike Grote, Sören Hüper |
| 24         | 6         | Hochzeit      | 26. Okt. 2015      | Ulrike Grote, Sören Hüper |

### Staffel 4
| Nr. (ges.) | Nr. (St.) | Originaltitel | Erstausstrahlung D | Drehbuch                  |
| ---------- | --------- | ------------- | ------------------ | ------------------------- |
| 25         | 1         | Heimathafen   | 25. Dez. 2017      | Ulrike Grote              |
| 26         | 2         | Hinterhalt    | 25. Dez. 2017      | Ulrike Grote              |
| 27         | 3         | Hiebe         | 26. Dez. 2017      | Ulrike Grote, Sören Hüper |
| 28         | 4         | Hosianna      | 26. Dez. 2017      | Ulrike Grote, Sören Hüper |
| 29         | 5         | Halali        | 1. Jan. 2018       | Ulrike Grote, Sören Hüper |
| 30         | 6         | Himmelfahrt   | 1. Jan. 2018       | Ulrike Grote, Sören Hüper |

## Musik
Die Musik, die eigens für die Fernsehserie aufgenommen wurde, stammt von Jan-Peter Klöpfel und Jörn Kux. Darüber hinaus werden bereits veröffentlichte Titel eingesetzt. Unter diesen befinden sich überwiegend bekannte, häufig auch ältere Lieder von englischsprachigen Künstlern. Mit Wolle Kriwanek ist aber auch ein aus Baden-Württemberg stammender Künstler vertreten.
E01: Ludwig
1. Pink – Get the Party Started
2. Rebecca Ferguson – Mr Bright Eyes
3. Louis Prima – Just a Gigolo / I Ain’t Got Nobody (Medley)

E02: Maria
1. Louis Prima – Buona Sera Signorina [Rückblick]
2. Serge Gainsbourg & Jane Birkin – Je t’aime… moi non plus
3. Dinah Washington – What a difference a day makes
4. Jamie Cullum – What a difference a day makes

E03: Karl
1. T. Rex – Bang a Gong (Get It On) [Rückblick]
2. Fred Astaire – Cheek to cheek
3. Wolle Kriwanek – Stroßaboh
4. James Brown – It’s a man’s world

E04: Klara
1. Boy – Little Numbers [Rückblick]
2. The Ditty Bops – There's A Girl
3. AC/DC – Highway to Hell
4. Cyndi Lauper – Girls Just Want to Have Fun

Für die Episoden 1–4 sind die Tracks bei tittelbach.tv gelistet (siehe Einzelnachweis).
E05: Elisabeth
1. The Beatles – Help! [Rückblick]
2. The Beatles – Love Me Do
3. The Beatles – Ticket To Ride
4. AC/DC – Highway to Hell
5. Eva Cassidy – Wade in the Water
6. The Beatles – We Can Work It Out

E06: Oma Anni
1. Aretha Franklin – Mockingbird [Rückblick]
2. Dionne Warwick – Walk On By
3. Aretha Franklin – Respect
4. Inga Rumpf – Love Potion No. 9
5. Bob Dylan – Can’t Help Falling in Love

E07: Erwin
1. The Rolling Stones – (I Can’t Get No) Satisfaction [Rückblick]
2. Caro Emerald – Stuck
3. The Bangles – Eternal Flame
4. Lianne La Havas – No Room for Doubt (mit Willy Mason)
5. The Rolling Stones – You Can’t Always Get What You Want

E08: Gottfried
1. Bob Dylan – Everything Is Broken [Rückblick]
2. The Golden Gate Quartet – Wade In The Water
3. Bob Dylan – Gotta Serve Somebody
4. Amos Lee – Sweet pea
5. The Wailers – I Shot The Sheriff
6. Martha Wainwright – Bloody Mother Fucking Asshole

E09: Christine
1. Florence + the Machine – Dog Days Are Over [Rückblick]
2. Stevie Wonder – Superstition
3. José Feliciano – Light My Fire
4. Bruce Springsteen – The River
5. B. J. Thomas – Raindrops Keep Fallin' On My Head
6. Amy Winehouse – Me & Mr Jones
7. Lou Reed – Walk on the wild side
8. The Fraternity of Man – Don't Bogart That Joint (My Friend)
9. Louis Jordan – Is You Is Or Is You Ain't (My Baby)
10. Dinah Washington – Is You Is or Is You Ain't My Baby
11. The Chordettes – Mr. Sandman

E10: Kai Uwe
1. Rod Stewart – Da Ya Think I'm Sexy [Rückblick]
2. The Chordettes – Mr. Sandman
3. Van Morrison – Have I Told You Lately
4. Louis Armstrong – Nobody Knows the Trouble I’ve Seen
5. Charles Aznavour – She
6. Israel Kamakawiwo'ole – Somewhere Over The Rainbow

E11: Sola
1. Aretha Franklin – Think [Rückblick]
2. Them – It’s All Over Now, Baby Blue
3. Duffy – Warwick Avenue
4. Adele – Someone like You
5. Angus & Julia Stone – Big Jet Plane

E12: Des Läba isch koin Schlotzer
1. Peggy Lee – Fever [Rückblick]
2. The Eagles – Tequila Sunrise
3. Glen Hansard – When Your Mind's Made Up
4. Louis Armstrong – La Vie En Rose
5. John Denver – Take Me Home, Country Roads
6. Sammy Davis, Jr. – We'll Meet Again